# Roger Slifer
Roger Slifer (* 11. November 1954; † 30. März 2015) war ein US-amerikanischer Comicautor. Er wurde vor allem bekannt als Co-Schöpfer der Comicfigur Lobo.

## Leben und Arbeit
Slifer begann in den 1970er Jahren als hauptberuflicher Comicautor zu arbeiten. In diesen Jahren schrieb er unter anderem für den bei Marvel Comics erscheinenden Superheldencomic Iron Man, bevor er Anfang der 1980er Jahre zu Marvels Konkurrenzverlag DC-Comics wechselte.
Bei DC-Comics verfasste Slifer unter anderem Geschichten für die Science-Fiction-Serie Omega Men. Gemeinsam mit seinem Zeichner und Co-Autor Keith Giffen schuf er während dieser Zeit – in Omega Men #3 – die Figur des Antihelden Lobo, die sich als so populär erwies, dass die Verantwortlichen bei DC-Comics sie schließlich zum Titelhelden eigener Comics und Webcartoons machten.
Slifers Popularität als Science-Fiction-Autor schlug sich später unter anderem in der nach ihm benannten Figur Slifer der Himmelsdrache in dem bekannten Trading-Card-Game Yu-Gi-Oh! nieder. Seit Mitte der 1980er Jahre arbeitete Slifer für das Fernsehen, wo er unter anderem Geschichten für die Kinderserie Jem and the Holograms schrieb.
Im Juni 2012 wurde Slifer in Santa Monica von einem Auto angefahren und erlitt schwere Verletzungen, von denen er sich bis zu seinem Tod nicht mehr erholte.